# 포체프

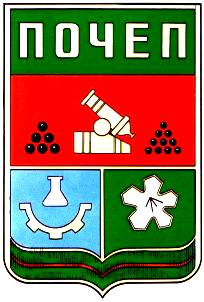
시 문장

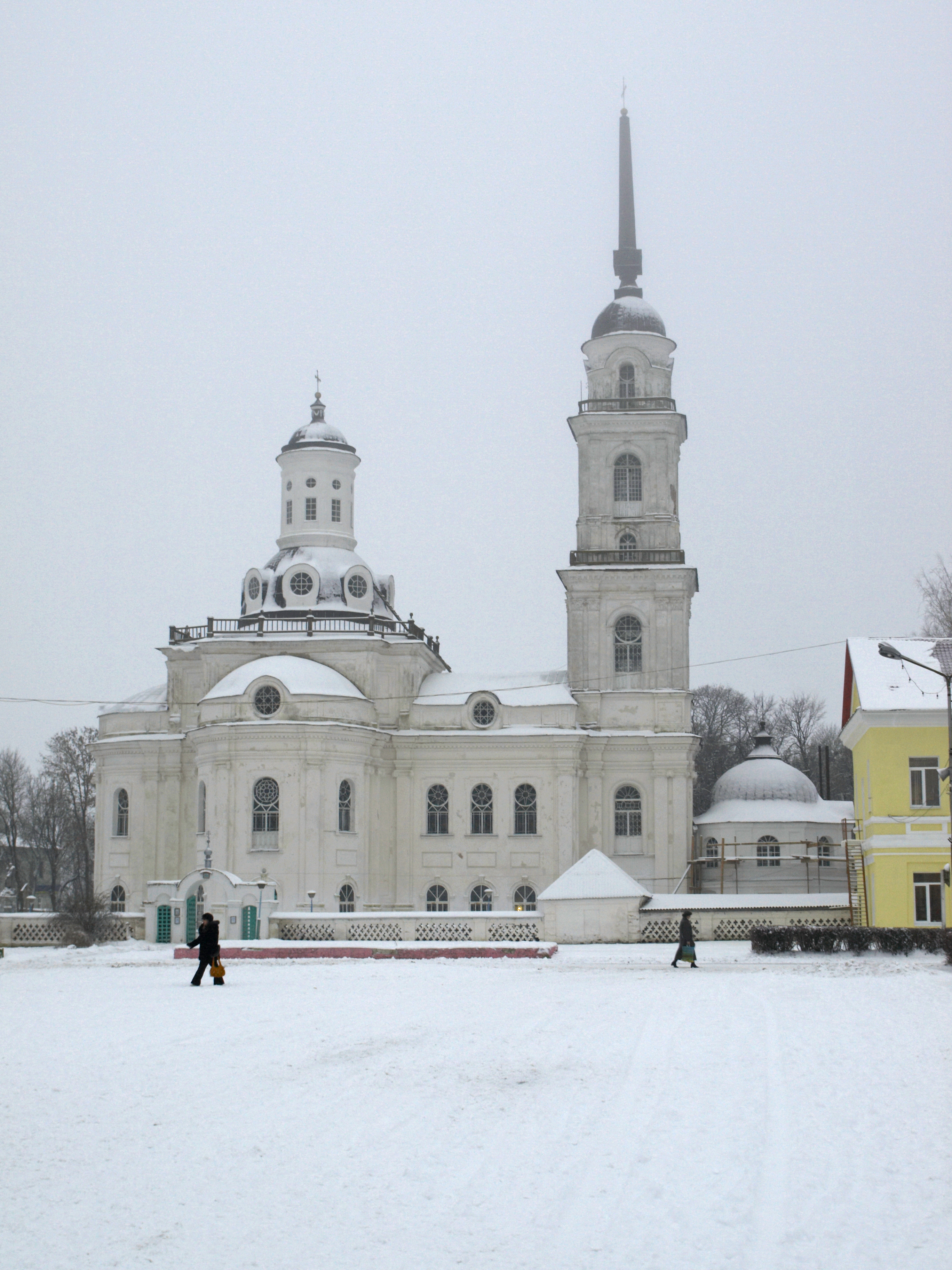
1770년경에 건설된 부활 대성당

포체프(러시아어: По́чеп)는 러시아 브랸스크주에 위치한 도시로, 인구는 17,064명(2002년 기준)이다. 브랸스크(브랸스크 주의 주도)에서 남서쪽으로 84km 정도 떨어진 곳에 위치한다.
언제부터 처음 등장했는지는 확실하지 않지만 15세기 리투아니아 대공국의 주요 도시 가운데 하나로 여겨졌고 1503년 모스크바 대공국에 편입되었다.